# Wilhelm Oelschig
Wilhelm Oelschig (* 1814 in Berlin; † 3. Mai 1882 ebenda) war ein deutscher Kupferstecher der Düsseldorfer Schule.

## Leben

Das Lotsenexamen, 1850, Kupferstich, Jahresgabe des Kunstvereins für die Rheinlande und Westfalen, nach dem Gemälde von Rudolf Jordan, 1842

Oelschig war um 1833 Schüler des Kupferstechers Ludwig Buchhorn in Berlin. In den Jahren 1839 und 1840 besuchte er die Kupferstecherklasse von Joseph von Keller an der Kunstakademie Düsseldorf. 1846 ging er zurück nach Berlin. Als Reproduktionsstecher machte er durch den Stich Das Lotsenexamen nach dem gleichnamigen, ab 1842 ausgestellten Gemälde von Rudolf Jordan von sich reden. Diese Arbeit erschien 1850 als Jahresgabe des Kunstvereins für die Rheinlande und Westfalen. Weitere Stiche machten ihn bekannt, etwa Der Kirchgang nach Eduard Bendemann, Der ruhende Räuber (Der schlafende Brigant) nach Louis Léopold Robert und Die Gefangennahme des Papstes Paschalis II. durch Kaiser Heinrich V. nach Carl Friedrich Lessing (1862, von Xaver Steifensand vollendet).